# Стрижівка (Любарська селищна громада)
Стри́жівка — село в Україні, у Житомирському районі Житомирської області. Входить до складу Любарської селищної громади. Населення становить 1490 осіб.

## Географія
На околиці села річка Осира впадає у Случ.

## Сьогодення
В селі діє Стрижівський ліцей.

## Населення

### Мова
Розподіл населення за рідною мовою за даними перепису 2001 року:
| Мова       | Кількість | Відсоток |
| ---------- | --------- | -------- |
| українська | 1471      | 98.72%   |
| російська  | 17        | 1.14%    |
| білоруська | 1         | 0.07%    |
| вірменська | 1         | 0.07%    |
| Усього     | 1490      | 100%     |